# Taikyoku kata
Taikyoku kata è l'insieme dei kata di base del karate dello stile Gōjū-ryū.
I Taikyoku kata sono seguiti dai kata intermedi, detti Fukyu kata e dai kata superiori, detti Kaishuu kata.
I Taikyoku kata sono 6:
- 1. Taikyoku Jodan - "Primo corso alto"
- 2. Taikyoku Chudan - "Primo corso medio"
- 3. Taikyoku Gedan (o Taikyoku Gedan Ichi) - "Primo corso basso (uno)"
- 4. Taikyoku Gedan Ni - "Primo corso basso due"
- 5. Taikyoku Kake uke - "Primo corso parata a gancio"
- 6. Taikyoku Mawashi uke - "Primo corso parata circolare"

L'idioma "taikyoku" deriva dall'arte cinese del Tai Chi Chuan, tuttavia non vi sono somiglianze tra i due in termini di tecniche, ma vi sono nel significato: secondo la tradizione l'idioma indica un fenomeno "che ha origine dall'universo", pertanto Taikyoku viene tradotto come "primo corso/percorso".
Tutti questi kata hanno il caratteristico schema ad "H".
I primi 4 kata furono creati da Chōjun Miyagi, mentre gli ultimi due furono creati da Gichin Funakoshi.